# Dinah Eckerle
Dinah Eckerle (1995. október 16. –) német válogatott kézilabdázó, a Thüringer HC kapusa.

## Pályafutása

### Klubcsapatokban
Utánpótláskorú játékosként a GSV Hemmingen (2003-2008) és a TSF Ditzingen (2008-2009) csapatában kézilabdázott, mielőtt 2009-ben a Thüringerhez szerződött volna, ahol 2011 nyarán került fel a felnőtt csapat keretéhez. Maike März mögött egyből a csapat második számú kapusa lett, miután Adriana Stefani Gava visszatért hazájába, Brazíliába. 2011. november 16-án debütált a HSG Bad Wildungen ellen a német élvonalban, mint a Bundesliga akkori legfiatalabb játékosa. 2012-ben bajnoki címet ünnepelhetett a csapattal. 2018 nyaráig volt a Thüringer játékosa, annak ellenére, hogy időközben olyan posztriválisai voltak, mint a szerb Katarina Tomašević és az akkor már többszörös német válogatott Jana Krause. Összességében hat alkalommal lett bajnok a csapattal, egy alkalommal pedig a Német Kupát is megnyerte. A 2018-2019-es idény előtt igazolt a Bietigheimhez, ahol első idényében újabb bajnoki címet ünnepelhetett. A 2020-2021-es idénytől a Siófok KC játékosa volt, de a csapat gyengébb szereplése, illetve egyéb problémák miatt 2020 októberében több tásával együtt távozott a klubtól, majd a Metz Handball játékosa lett. 2023 nyarán visszatért a Thüringer HC-hez.

### A válogatottban
2014-ben a korosztályos válogatottal részt vett az U20-as világbajnokságon, ahol beválasztották a torna All-Star csapatába. 2015. november 25-én, Lipcsében debütált a felnőtt válogatottban, az első válogatott tornája a 2016-os Európa-bajnokság volt, ahol a németek a 6. helyen végeztek.

## Sikerei, díjai
- Német bajnok: 2012, 2013, 2014, 2015, 2016, 2018, 2019
- Német Kupa-győztes: 2013
- DHB-Szuperkupa-győztes: 2015, 2016